# Betancuria
Betancuria település a Kanári-szigetek Fuerteventura szigetén Spanyolországban, Las Palmas tartományban. Betancuria Puerto del Rosario, Antigua, Tuineje és Pájara községekkel határos. Lakosainak száma 812 fő (2024). Jean de Béthencourt normandiai nemes, a Kanári-szigetek első hódítóinak egyike alapította a 15. században, így a Kanári-szigetek legrégebben alapított európai települése volt. 1860-ig a sziget fővárosa volt, de 1860-ban amikorra a kalóztámadások veszélye már elhárult, átadta ezt a szerepét a partmenti Puerto del Rosario számára.

## Népesség
A település népessége az elmúlt években az alábbi módon változott:
| Lakosok száma | 670  | 749  | 742  | 680  | 805  | 733  | 710  | 758  | 789  | 812  |
|               | 2001 | 2004 | 2007 | 2009 | 2012 | 2014 | 2017 | 2019 | 2022 | 2024 |

## Forrás
- ↑ Alzola: José Miguel Alzola: A Brief History of the Canary Islands. Ford: Ann Ruddock (spanyolról angolra). Las Palmas: El Museo Canario. 1989.  ISBN 84-600-0898-3